# Harold Demsetz
Harold Demsetz (/ d ɛ m s ɛ t s /; 31 maja 1930 – 4 stycznia 2019) – amerykański ekonomista, profesor ekonomii na Uniwersytecie Kalifornijskim w Los Angeles (UCLA).

## Kariera
Demsetz dorastał w West Side w Chicago, wnuk żydowskich imigrantów z Europy Środkowej i Wschodniej. Studiował inżynierię, leśnictwo i filozofię na czterech uniwersytetach, a następnie uzyskał tytuł licencjata (1953) w dziedzinie ekonomii na University of Illinois oraz MBA (1954) i doktorat (1959) z Northwestern University. Podczas studiów podyplomowych opublikował artykuł w Econometrica i Journal of Political Economy.
Demsetz wykładał na University of Michigan (1958–60), UCLA, 1960–63, oraz Graduate School of Business na University of Chicago, 1963–1971. W 1971 r. powrócił na stałe na Wydział Ekonomiczny UCLA, któremu przewodniczył w latach 1978–1980. Odbył Arthur Andersen UCLA Alumni Chair in Business Economics, 1986–95. Był związany z Centrum Analiz Marynarki Wojennej i Instytucją Hoovera.
Demsetz był członkiem Amerykańskiej Akademii Sztuk i Nauk, dyrektorem Mont Pelerin Society, a także byłym (1996) prezesem Western Economics Association.

## Praca
Demsetz należał do chicagowskiej szkoły teorii ekonomii i był jednym z pionierów podejścia zwanego teraz nową ekonomią instytucjonalną. Jest założycielem dziedziny ekonomii menedżerskiej. Rozszerzył teorię praw własności, która jest obecnie powszechna w ekonomicznej analizie prawa. Mimo że Demsetz nigdy nie stosował teorii gier, jest on ważną postacią w organizacji przemysłowej poprzez swoje pisma dotyczące teorii firmy, polityki antymonopolowej i regulacji biznesowych. Jego styl ekspozycyjny pozbawiony jest formalizmu matematycznego w stopniu niezwykłym dla kogoś, kto rozpoczął karierę po 1950 roku. Jego główne wpływy to Frank Knight i wielu kolegów: Armen Alchian, Ronald Coase, Aaron Director i George Stigler.
Demsetz wymyślił termin „błąd nirwany” w 1969 r.
Artykuł Demsetza i Armena Alchiana z 1972 roku Production, Information Costs and Economic Organization zostały wybrane jako jeden z dwudziestu najważniejszych artykułów opublikowanych w pierwszym wieku American Economic Review.

## Najważniejsze publikacje
- 1967, „W stronę teorii praw własności”, American Economic Review.
- 1968 „Dlaczego regulować narzędzia?” Journal of Law and Economics.
- 1969, „Informacje i efektywność: inny punkt widzenia”, Journal of Law and Economics.
- 1972 (wraz z Armenem Alchianem, „Production, Information Costs and Economic Organization”, American Economic Review.
- 1973, „Struktura przemysłu, rywalizacja rynkowa i polityka publiczna”, Journal of Law and Economics.
- 1974, „Dwa systemy wiary w monopol”, H. Goldschmid i in., Red., Industrial Concentration: The New Learning, Boston: Little Brown, także rozdział 7, Demsetz, Harold. Wydajność, konkurencja i polityka. Cambridge MA: Basil Blackwell, 1989.)
- 1979, „Rachunkowość za reklamę jako barierę wejścia”, Journal of Business.
- 1982, ekonomiczne, prawne i polityczne wymiary konkurencji.
- 1988, Organizacja Organizacji Działalności Gospodarczej, 2 tomy. Blackwell. Przedrukowuje większość bardziej znanych artykułów z czasopisma Demsetz opublikowanych w dacie.
- 1994 (z Alexisem Jacqueminem). Ekonomia antymonopolowa: nowe wyzwania dla polityki konkurencji.
- 1995, The Economics of the Business Firm: Siedem krytycznych komentarzy.
- 1997, „Prymat ekonomii: wyjaśnienie porównawczego sukcesu ekonomii w naukach społecznych” (przemówienie prezydenckie do Western Economics Association), badanie ekonomiczne.
- 2011, „Od ekonomicznego człowieka do systemu ekonomicznego: eseje na temat ludzkich zachowań i instytucji kapitalizmu”